# Carl Schurz (Schiff, 1912)
Die Carl Schurz (bis 1913 Karl Schurz) der Hamburg-Amerikanische Packetfahrt-Actien-Gesellschaft (Hapag) war bei Fertigstellung im Oktober 1912 der erste Kühlschiffsneubau für eine deutsche Reederei. Sie war außerdem im amerikanischen Markt das erste Kühlschiff, das Bananen transportierte. Diese weitsichtigen Entscheidungen wurden von Albert Ballin gefällt, der damit Passagiere, Bananen und Post kombinierte. Allerdings verfügte andere deutsche Schiffe auch über Kühleinrichtungen für einen Teil ihrer Laderäume (insbesondere der Hapag und der DADG).

Der frühe Verkauf des Schiffes im März 1914 erfolgte wegen der Auflösung des Transportvertrages mit der Atlantic Fruit Company.
Sie wurde benannt nach Carl Schurz (* 2. März 1829 in Liblar; † 14. Mai 1906 in New York), der Ende der 1840er Jahre ein radikaldemokratischer deutscher Revolutionär war, nach den  Vereinigten Staaten auswanderte und von 1877 bis 1881 Innenministers der USA war.

## Technische Daten
Mit einer Länge von 130 m und einer Breite von 15,6 m war die Carl Schurz mit 6.000 BRT vermessen und verfügte über eine Tragfähigkeit von 6.665 tdw. Der in Kubikfuß angegebene, für Kühlladung nutzbare Laderauminhalt betrug 187.000 cft. Als Antrieb dienten zwei Dreifachexpansions-Dampfmaschinen, die dem Schiff mit einer Leistung von 5.500 PS eine Geschwindigkeit von 16 Knoten verlieh. Das Schiff hatte Posteinrichtungen und verfügte über komfortable Passagiereinrichtungen für 80 Passagiere der 1. Klasse, die sehr gerne von amerikanischen Geschäftsleuten und Touristen für Fahrten nach Mittelamerika genutzt wurden. Es war in vielen Elementen, besonders der luxuriösen Passagiereinrichtungen, der Vorläufer der luxuriösen Schiffe ab der „5000 Ton Class“ der späteren Great White Fleet.

## Geschichte

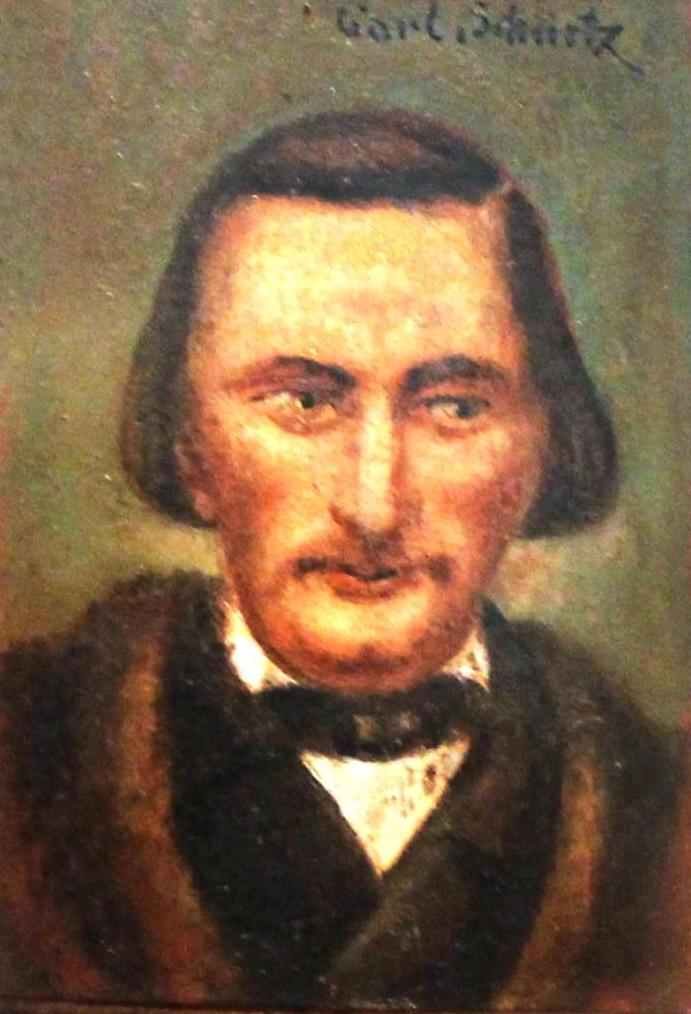
Carl Schurz (1829–1906) um 1840, deutscher Revolutionär und Namensgeber des ersten Kühlschiffsneubaus für eine deutsche Reederei

Die Carl Schurz lief noch als Columbia bei Swan, Hunter & Wigham Richardson in (Newcastle) vom Stapel, erhielt aber bei Indienststellung im Oktober 1912 den Namen Karl Schurz, nach dem deutschstämmigen, früheren amerikanischen Innenminister Carl Schurz, der von 1888 bis 1892 Vertreter der Hapag in New York gewesen war. 1913 wurde die Schreibweise in Carl Schurz korrigiert. Sie wurde mit ihrem im Januar 1913 in Dienst kommenden Schwesterschiff Emil L. Boas (dessen Kiellegung als Normannia erfolgt war und das dann nach dem 1912 verstorbenen Hapag-Direktor in New York umbenannt wurde) und im Verbund mit Schiffen der Atlantic Fruit Company (AFC) im Dienst New York – Port Limon und Santa Martha eingesetzt und stand in Konkurrenz zur mächtigen United Fruit Company (UFC). Sie wurde z. B. 1913 auf der Linie A der Atlas-Linie mit 14-täglichen Abfahrten von New York eingesetzt und bediente zehn Häfen in der Karibik und Mittelamerika.
Die Carl Schurz und ihr Schwesterschiff wurden im März 1914 an die 1870 in Irland gegründete Gesellschaft Elders & Fyffes, die seit 1913 unter Kontrolle der UFC stand, verkauft, als die AFC den Vertrag mit der Hapag aufgekündigt hatte und es für die Kühlschiffe keine hinreichende Fracht in beide Richtungen gab. Um ihren Marktanteil im Passagierverkehr nicht aufzugeben, setzte die Hapag ab dem Frühjahr 1914 die fast 10000 BRT große König Wilhelm II. im Atlas-Dienst ab New York ein.
Die Carl Schurz wurde bei Elders & Fyffes in Changuinola umbenannt. Im gleichen Jahr wurde sie nach Kriegsausbruch als Hilfskreuzer von der Royal Navy angemietet, mit sechs 6-Zoll-Kanonen und zwei leichten Kanonen bewaffnet und ab Mitte Januar 1915 mit über 200 Mann Besatzung bei der 10th Cruiser Squadron in der Northern Patrol zwischen den Shetlands und Norwegen eingesetzt. Ab Ende 1917 wurde das Schiff zur Geleitzugsicherung auf dem Nordatlantik eingesetzt, wo ihm anfangs Halifax als Stützpunkt diente. Mitte Januar 1920 gab die Royal Navy das Schiff an die Eigentümer zurück. Es kehrte als Kühlschiff in den Bananendienst von Elders & Fyffes zurück und wurde 1933 in Glasgow abgewrackt.

## DieEmil L. Boas
Der Lebenslauf der kurz nach der Carl Schurz fertiggestellten Emil L. Boas war fast identisch. Sie wurde bei Elders & Fyffes in Motagua umbenannt, diente auch als Hilfskreuzer, ging 1917 allerdings zuerst nach Sierra Leone und wurde noch 1919 an die Eigner zurückgegeben. Ihr Abbruch erfolgte 1933 in Rotterdam.

## Hintergrund
Die Hapag engagierte sich im Rahmen der Atlas-Linie kurz in der Kühlschifffahrt, erstaunlicherweise im schwierigsten Zweig, der Bananenschifffahrt. Sie betätigte sich schon ab 1903 vorwiegend im amerikanischen Zweig der Bananenschifffahrt und gilt hier als Schrittmacher der Fruchtkühlschifffahrt. Damit wurde der Anteil während des Transportes vorzeitig reifender Früchte erheblich verringert. Der Weltmarkt der Bananenschifffahrt konzentrierte sich zu dieser Zeit in Zentral- und Nordamerika, Europa spielte zu dieser Zeit noch keine Rolle. Die bis zum Ersten Weltkrieg marktbeherrschenden Gesellschaften transportierten die Bananen in belüfteten, nicht in gekühlten, Laderäumen. Schrittweise ersetzten auch diese Gesellschaften später ihre Fruchtschiffe mit Fruchtkühlschiffen.